# 彼爾姆36號勞改營
58°15′47.2″N 57°25′55.6″E / 58.263111°N 57.432111°E

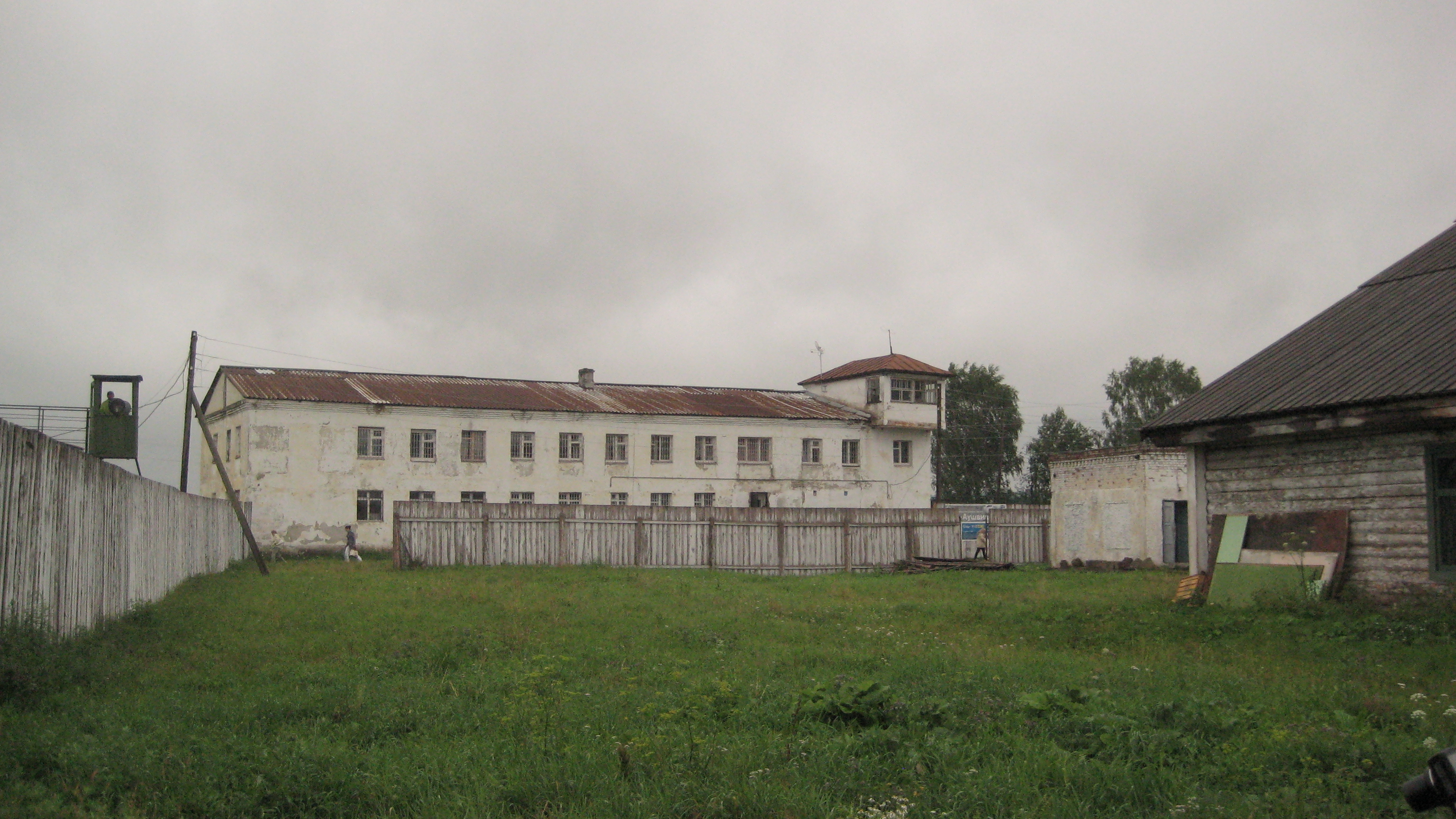
主建築

彼爾姆36號勞改營（俄语：Пермь-36）是前蘇聯強迫勞動營地，位於俄羅斯彼爾姆市東北100公里的庫契諾村附近。

## 历史
它是前蘇聯在斯大林時代建立的大型古拉格營地系統。該營地建於1946年，於1987年12月關閉，該營地在1994年被俄羅斯人權組織紀念保留為博物館，從1995年開始向公眾開放。是由非營利性私營政治鎮壓紀念中心“ 彼爾姆36號勞改營是唯一剩下的古拉格例子，其他營地在蘇聯解體之前被蘇聯政府遺棄或拆除。
近年來，該博物館被區域政府組織撤回資金支持，迫使其於2014年4月關閉。在此期間，由於克里米亞危機，蘇聯懷舊和愛國主義在俄羅斯重新流行，這被許多人視為反對博物館的有組織運動。俄羅斯媒體和一些民族主義組織，例如Sut'Vremeni開始將博物館描述為第五縱隊。
該博物館每年平均接待35,000名遊客。它是國際良心歷史遺址聯盟的創始成員。2004年，世界古蹟基金會將彼爾姆36號勞改營列入100個最瀕危地點的監視名單。如今，博物館向公眾開放。
2014年，俄羅斯政府建立了一個名字相似的州立博物館，並逐漸開始對彼爾姆36號勞改營博物館的管理進行沒收。長期以來，以各種藉口禁止人們遊覽，並且在整修後修改了展覽形式，以刪除對斯大林、勃列日涅夫的描述或囚犯最終進入營地的實際原因。重點放在因民族主義見解而入獄的囚犯（例如烏克蘭人，波蘭人）。